# Mikrosatellit
Mikrosatelliter är DNA-segment som består av sekvenser av 1-6 baspar som repeteras i en lång följd. Mutationshastigheten i segmenten är hög. En typisk mutation resulterar i att en repetition tas bort eller läggs till, och längden på sekvensen varierar därför kraftigt mellan individer. Vid ett mikrosatellitlocus finns det många fler alleler än vid t.ex. ett SNP-locus. Mikrosatelliter benämns ofta STR (eng. short tandem repeats, korta tandemrepetitioner) av rättsmedicinska genetiker och inom genetisk genealogi, eller som SSR (eng. simple sequence repeats, enkla sekvensrepetitioner) av växtgenetiker. 
DNA-analys av vanligt förekommande mikrosatelliter (STR-avsnitt) på Y-kromosomen är en billig och säker metod för exempelvis faderskapsundersökningar. Mikrosatelliter används även till att t.ex. studera genetisk variation. 

## Uppskattning av haplogrupp
Utifrån STR-baserad DNA-analys av Y-kromosomen kan mäns YDNA-haplogrupp uppskattas, exempelvis för släktforskningsändamål eller för att spåra historiska migrationer som har inträffat längs testpersonens faderslinje ända tillbaka till Y-kromosoms-Adam. Det finns STR-tester av olika storlek (olika antal testade STR-segment) och kostnad. Ju större test, desto längre ut på YDNA-släktträdets grenar (det vill säga närmare nutid) kan testpersonen placeras, och desto färre andra testpersoner får personen identiskt testresultat med. Mikrosatelliter har dock begränsad exakthet. Inte ens de mest omfattande STR-baserade testerna kan komma lika långt ut på grenarna som ett SNP-baserat test. För att bestämma exakt haplotyp krävs ett komplett och mer kostsamt SNP-test. Haplogrupper är definierade utifrån SNP:er, inte STR:er.
STR-segment som brukar testas har beteckningar som till exempel DYS393.